# Dommartin (Somme)
Dommartin is een gemeente in het Franse departement Somme (regio Hauts-de-France) en telt 390 inwoners (2005). De plaats maakt deel uit van het arrondissement Amiens. In de gemeente ligt spoorwegstation Dommartin - Remiencourt.

## Geografie
De oppervlakte van Dommartin bedraagt 6,6 km², de bevolkingsdichtheid is 59,1 inwoners per km².
De onderstaande kaart toont de ligging van Dommartin (Somme) met de belangrijkste infrastructuur en aangrenzende gemeenten.

## Demografie
Onderstaande figuur toont het verloop van het inwonertal (bron: INSEE-tellingen).